# دهوپاپارا
دهوپاپارا (به لاتین: Dhopapara) یک منطقهٔ مسکونی در بنگلادش است که در استان راج‌شاهی واقع شده‌است. دهوپاپارا ۱۰٫۶۴ کیلومتر مربع مساحت و ۶٬۸۹۷ نفر جمعیت دارد.